# Финогенов, Константин Иванович
Константин Иванович Финоге́нов (1902—1989) — советский живописец и рисовальщик. Заслуженный деятель искусств РСФСР (1951). Лауреат Сталинской премии второй степени (1949). Член ВКП(б) с 1947 года.

## Биография
К. И. Финогенов родился в Царицыне (ныне Волгоград).
В 1924 году окончил местную художественную школу, затем — Сталинградское художественное училище, в 1932 году — Московский полиграфический институт.
С 1927 года участник выставок, с 1932 года — член МОСХ, с 1925 года — член АХР.
В годы Великой Отечественной войны как фронтовой художник работал в «Окнах ТАСС», газете «Правда». С 1952 года — профессор.
Похоронен в Москве на Донском кладбище.

## Семья
Жена — художница В. А. Орлова (1904—1993).
- Дочь - Художница Млада Финогенова

## Творчество
серии рисунков
- «Сталинград»
- «Волжская твердыня»
- «Сталинградцы в Берлине»
- «И. В. Сталин в годы Великой Отечественной войны»
- «Советская Армия — освободительница Кореи»
- «В новом Китае»
- «Дружественная Индия»
- «Египет»

картины
- «Комсомольцы метро» (1935)
- «Никита Изотов инструктирует шахтёров»
- «А. Г. Стаханов и шахтёры Донбасса»
- «Первенец первой пятилетки Сталинградский тракторный завод»
- «Запись рабочих-добровольцев на фронт» (1938)
- «В. И. Ленин и И. В. Сталин у прямого провода»
- «А. С. Щербаков с партизанами Подмосковья» (1942)
- «Портрет командующего 64-й армией генерал-лейтенанта М. С. Шумилова» (1943)
- «И. В. Сталин на оборонительных рубежах»
- «В. И. Ленин с трудящимися среднеазиатских республик» (1970)

## Награды и премии
- Сталинская премия второй степени (1949) — за серию рисунков «И. В. Сталин в годы Великой Отечественной войны»[1]
- заслуженный деятель искусств РСФСР (1951)
- орден Отечественной войны II степени (1985)
- орден Трудового Красного Знамени
- орден «Знак Почёта»
- медаль «За победу над Германией в Великой Отечественной войне 1941-1945 гг.»
- медаль «За боевые заслуги» (3.2.1943)
- медаль «За оборону Сталинграда»
- медаль «За оборону Москвы»